# Kostel svatého Štěpána (Bílá Hůrka)
Kostel svatého Štěpána je farní kostel, který leží v obci Dříteň, administrativně v části obce Malešice a konkrétně pak v osadě Bílá Hůrka. Kostel patří pod správu římskokatolické farnosti Bílá Hůrka. Původně gotický kostel a přilehlý areál hřbitova, včetně samostatně stojící zvonice, pseudogotické výklenkové kapličky Panny Marie Lurdské a márnice je kulturní památkou. Na hřbitově je v nově zaměřeném a kopií litinového kříže z počátku 20. stol. označeném hrobě pochován legendární letec Vít Fučík (1733–1804).

## Historie
Nejstarší část kostela pochází ze 13. století, uvádí se, že byl postaven na místě bývalého pohanského obětiště, či pohřebiště a že se osada původně jmenovala Velká Hůrka.  Ze 13. století pochází i fara, která byla u kostela založena a přestavěna pak ve 20. století. Kostel prošel v 18. století přestavbou. Další přestavba byla provedena koncem 19. století.
V kostele je hrobka Malovců z Malovic.

## Zvonice

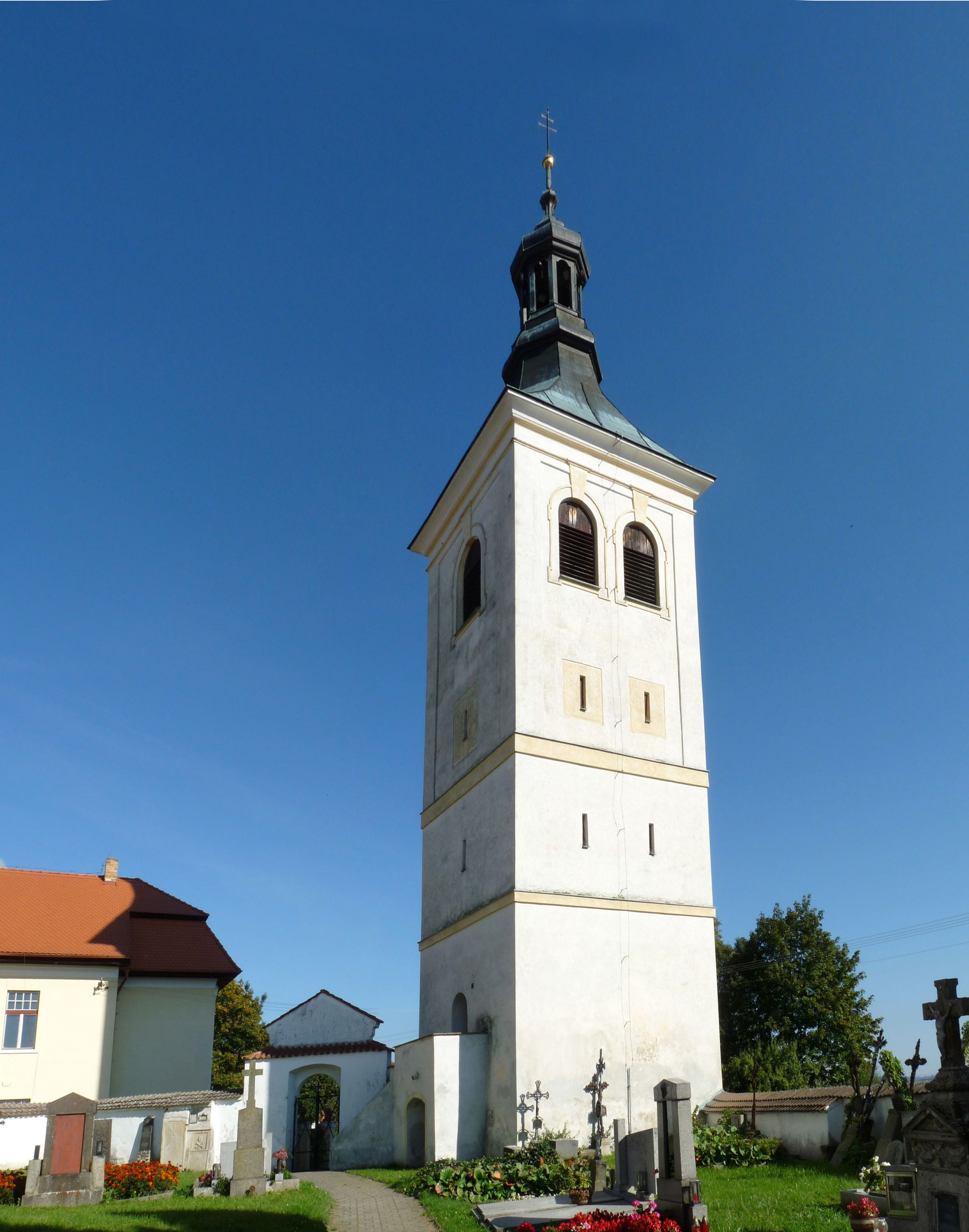
Samostatně stojící zvonice

Čtyřpatrová zvonice stojí samostatně. Ve zvonici jsou dva zvony – Zikmund a Marie.